# Ludovic Baude
Pour les articles homonymes, voir Baude.
Ludovic Baude est un acteur et metteur en scène français, né le 23 janvier 1974. Il est surtout connu pour son rôle de Benoît Cassagne de 2008 à 2018 dans la série télévisée Plus belle la vie.
Formé à l'École Régionale d'Acteurs de Cannes (ÉRAC) et au Conservatoire national supérieur d'art dramatique (Promo 1998), il se passionne pour le théâtre.

## Filmographie

### Cinéma

#### Longs métrages
- 2011 : Les Tuche d’Olivier Baroux : homme d’affaires 1
- 2014 : Las Vegas Hotel de Christophe Gros-Dubois

#### Moyens métrages
- 1994 : Menus plaisirs de Jean-Claude Brialy

#### Courts métrages
- 1995 : La Nuit hallucinée de Franck Giordanengo
- 1995 : Eva de Pierre Leblanc
- 2005 : Carnation d'Amaury Ovise
- 2009 : Mao d'Aurélie Vaneck

### Télévision

#### Séries télévisées
- 2007 : Le Transfert de Mama Keïta
- 2008 - 2018 : Plus belle la vie : Benoît Cassagne
- 2009 : Chez Rose de Christophe Gros-Dubois
- 2016 – 2020 : Commissaire Magellan de Emmanuel Rigaut : père Gabriel Daumier puis Cyril Vaugan (2 épisodes)
- 2017 : Section de Recherches de Julien Zidi : Thomas Walter (saison 11, épisode 6 : White party)
- 2018 : Nina d’Eric le Roux : Guillaume (saison 4, épisode 1 : La vie est injuste)

#### Téléfilms
- 2018 : Back up ! de Christophe Gros-Dubois : Adrien Chabert

## Doublage
- 2018 : My Dinner with Hervé : ? (?)
- 2018 : O.G. (en) : ? (?)
- 2023 : Bosch: Legacy : ? (?) (saison 2)
- 2024 : The Order : ? (?)

## Théâtre
- 1995 :  Maintenant le paradis de Charles Kassab, mise en scène de l’auteur
- 1998 : Les courtes de Jean Claude Grumberg, mise en scène de Olivier Bunel
- 1998 : Demi-jour de Jean-Marie Patte, mise en scène de l'auteur, Théâtre de la Bastille
- 1999 : L'Énéide de Virgile, mise en scène de Brigitte Jaques-Wajeman
- 2003 : La Cuisine d'Arnold Wesker, mise en scène de Victor Gauthier Martin , Théâtre du Soleil[2]
- 2004 - 2005 : Les Bohémiens d'Alexandre Pouchkine, mise en scène de Ludovic Baude
- 2005 : Péricles, prince de Tyr de William Shakespeare, mise en scène de Nicolas Thibault[3]
- 2008 : Nouvelles de monsieur et madame et de leur amant de Guillaume Hasson, mise en scène de l'auteur
- 2013 : Gigi de Colette, mise en scène de Richard Guedj